# عشق ژان نی
عشق ژان نِی (آلمانی: Die Liebe der Jeanne Ney) یک فیلم درام صامت به کارگردانی گئورگ ویلهلم پابست محصول سال ۱۹۲۷ است که بر پایهٔ رمانی به همین نام از ایلیا ارنبورگ ساخته شد.

## بازیگران
- فریتس راسپ
- بریگیته هلم
- زیگ آرنو
- هرتا فون والتر
- هانس یارای
- ولادیمیر سوکولوف
- یوزفین دورا